# جون بيكر (لاعب كرة قدم أمريكية أمريكي)
جون بيكر (بالإنجليزية: Jon Baker)‏ هو لاعب كرة قدم أمريكية أمريكي، ولد في 14 يونيو 1923 في سان فرانسيسكو في الولايات المتحدة، وتوفي في 26 نوفمبر 1992 في سان رافاييل في الولايات المتحدة.

## وصلات خارجية
- جون بيكر على موقع مرجع كرة القدم المحترفة.كوم (الإنجليزية)